# Тавтіманово
Татіма́ново (рос. Тавтиманово, башк. Таутөмән) — село у складі Іглінського району Башкортостану, Росія. Адміністративний центр Тавтімановської сільської ради.
Населення — 2219 осіб (2010; 2094 в 2002).
Національний склад:
- башкири — 51 %